# The Nut Job
The Nut Job (O Gangue do Parque (título em Portugal) ou O Que Será de Nozes? (título no Brasil)) é um filme da Universal Pictures, protagonizado por Will Arnett, Brendan Fraser, Gabriel Iglesias e Jeff Dunham. Estreou no ABC Family EUA em 17 de Janeiro de 2014 e no ABC Family Brasil em maio de 2014. The Nut Job, narra uma emocionante história, os esquilos estão fazendo trabalhos de nozes. O primeiro promocional de The Nut Job, foi emitido em 29 de Novembro de 2013 durante o Eu, a Patroa e as Crianças. Na sua estreia teve uma audiência de 42,8 milhões de espectadores.

## Sinopse
Surly (Max/Flecha), um esquilo convencido e independente, é banido de seu parque e forçado a viver na cidade, mas o inverno se aproxima e tudo promete ficar mais difícil do que já está.

## Elenco
| Personagem (O/BR/PT)      | Original        | Brasil               | Portugal                  |
| ------------------------- | --------------- | -------------------- | ------------------------- |
| Surly / Max / Flecha      | Will Arnett     | Alexandre Marconato  | Manuel Marques            |
| Andie // Anita            | Katherine Heigl | Márcia Regina        | Mila Belo                 |
| Raccoon // Ramon          | Liam Neeson     | César Marchetti      | José Nobre                |
| Precious / Pérola / Ginja | Maya Rudolph    | Rosely Gonçalves     | Carolina Oliveira Martins |
| Grayson // Giraço         | Brendan Fraser  | Rodrigo Araújo       | Pedro Granger             |
| Mole / Zézo / Toupeira    | Jeff Dunham     | Paulo Porto          | José Jorge Duarte         |
| Percy "King" Dimpleweed   | Stephen Lang    | Zeca Rodrigues       |                           |
| Fingers / Bobby / Dedos   | James Rankin    | Mauro Castro         | Bruno Ferreira            |
| Lucky                     | Scott Yaphe     | Luiz Antônio Lobue   | Tiago Monteiro            |
| Buddy / Mano / Migo       | Rob Tinkler     |                      | Tiago Teotónio Pereira    |
| Lana / Lena               | Sarah Gadon     | Priscilla Comcepcion | Clara de Sousa            |

 Versão portuguesa
- Direcção de dobragem: Bruno Ferreira[1][2]
- Vozes adicionais: Tiago Teotónio Pereira (Trágico),[1] Pedro Granger[1][2] (Giraço), Sónia Tavares[2] (Ginja), Carolina Oliveira Martins,[2] Mila Belo[3] (Anita), José Jorge Duarte[3] (Toupeira)

## Estreias internacionais
| País              | Data de Estreia         |
| ----------------- | ----------------------- |
| Canadá            | 17 de Janeiro de 2014   |
| Trinidad e Tobago | 17 de Janeiro de 2014   |
| Estados Unidos    | 17 de Janeiro de 2014   |
| Austrália         | 19 de Janeiro de 2014   |
| Filipinas         | 22 de Janeiro de 2014   |
| Hungria           | 23 de Janeiro de 2014   |
| Kuwait            | 23 de Janeiro de 2014   |
| Paquistão         | 24 de Janeiro de 2014   |
| Reino Unido       | 1 de Agosto de 2014     |
| Irlanda           | 1 de Agosto de 2014     |
| França            | 6 de Agosto de 2014     |
| Irão              | 6 de Agosto de 2014     |
| Portugal          | 7 de Agosto de 2014     |
| Marrocos          | 8 de Agosto de 2014     |
| Peru              | 14 de Agosto de 2014    |
| Kosovo            | 16 de Agosto de 2014    |
| Brasil            | 21 de Agosto de 2014    |
| Colômbia          | 21 de Agosto de 2014    |
| México            | 21 de Agosto de 2014    |
| Honduras          | 22 de Agosto de 2014    |
| Panamá            | 22 de Agosto de 2014    |
| Venezuela         | 22 de Agosto de 2014    |
| Chile             | 4 de Setembro de 2014   |
| Equador           | 5 de Setembro de 2014   |
| Paraguai          | 19 de Setembro de 2014  |
| Liechtenstein     | 26 de Janeiro de 2015   |
| Afeganistão       | 17 de Fevereiro de 2015 |
| Japão             | 21 de Fevereiro de 2015 |
| Países Baixos     | 15 de Abril de 2015     |
| Bélgica           | 5 de Maio de 2015       |
| Noruega           | 5 de Junho de 2015      |
| Dinamarca         | 9 de Julho de 2015      |
| Suécia            | 31 de Julho de 2015     |
| Finlândia         | 11 de Setembro de 2015  |